# Бистшиця (Підкарпатське воєводство)
Бистшиця (пол. Bystrzyca) — село в Польщі, у гміні Івежиці Ропчицько-Сендзішовського повіту Підкарпатського воєводства.
Населення — 877 осіб (2011).
У 1975-1998 роках село належало до Ряшівського воєводства.

## Демографія
Демографічна структура станом на 31 березня 2011 року:
|          | Загалом | Допрацездатний вік | Працездатний вік | Постпрацездатний вік |
| -------- | ------- | ------------------ | ---------------- | -------------------- |
| Чоловіки | 457     | 99                 | 307              | 51                   |
| Жінки    | 420     | 82                 | 232              | 106                  |
| Разом    | 877     | 181                | 539              | 157                  |